# Виндереј (Васлуј)
Виндереј (рум. Vinderei) насеље је у Румунији у округу Васлуј у општини Виндереј. Oпштина се налази на надморској висини од 239 m.

## Становништво
Према подацима из 2002. године у насељу је живело 4723 становника, од којих су сви румунске националности.

### Хронологија
| Година       | 1992 | 1993 | 1994 | 1995 | 1996 | 1997 | 1998 | 1999 | 2000 | 2001 | 2002 | 2003 | 2004 | 2005 | 2006 | 2007 | 2008 | 2009 | 2010 | 2011 | 2012 | 2013 | 2014 | 2015 | 2016 | 2017 |
| ------------ | ---- | ---- | ---- | ---- | ---- | ---- | ---- | ---- | ---- | ---- | ---- | ---- | ---- | ---- | ---- | ---- | ---- | ---- | ---- | ---- | ---- | ---- | ---- | ---- | ---- | ---- |
| Становништво | 5145 | 5043 | 5037 | 5013 | 5026 | 5006 | 5021 | 4977 | 4985 | 5018 | 4973 | 4917 | 4887 | 4866 | 4859 | 4804 | 4705 | 4644 | 4571 | 4467 | 4397 | 4317 | 4260 | 4207 | 4133 | 4030 |